# Phorocerosoma vicarium
Phorocerosoma vicarium là một loài ruồi trong họ Tachinidae.